# Моради, Сохраб
Сохраб Моради (перс. سهراب مرادی‎; 22 сентября 1988 года, Исфахан, Иран) — иранский тяжелоатлет, олимпийский чемпион 2016 года в категории до 94 кг, чемпион мира и Азии, победитель Азиатских игр.

## Карьера
Дебютировал на международной арене в 2007 году на чемпионате мира, где выступал в весовой категории до 77 кг, занял 22 место с результатом 328 кг. В 2008 году завоевал бронзовые медали на чемпионате Азии и юношеском чемпионате мира, обе медали были выиграны в весовой категории до 77 кг. В 2009 и 2012 годах выигрывал чемпионаты Азии, обе медали были выиграны в весовой категории до 85 кг. Участник Олимпийских игр 2012 года в Лондоне, где принимал участие в весовой категории до 85 кг, но не показав ни одной зачётной попытки, завершил выступления. Установил 6 рекордов Мира.
В 2013 году на чемпионате Азии в Астане завоевал золото в весовой категории до 85 кг с результатом 358 кг, но был дисквалифицирован на два года после того, как в допинг-проба спортсмена дала положительный результат на метадон.

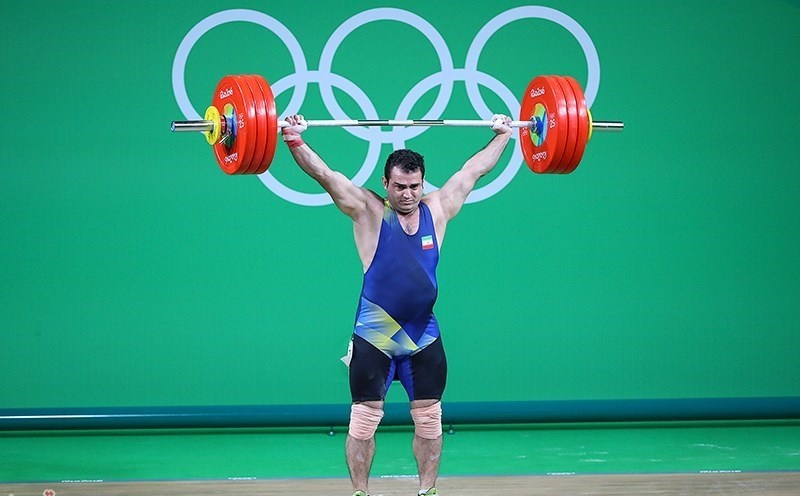
Моради в Рио-2016. Рывок.

На Олимпийских играх 2016 года в Рио-де-Жанейро завоевал золотую медаль в весовой категории до 94 кг.
В начале ноября 2018 года на чемпионате мира в Ашхабаде, иранский спортсмен, в весовой категории до 96 кг., завоевал золотую медаль мирового первенства, сумев взять общий вес 416 кг. В упражнениях толчок и рывок иранец также показал лучший результат, установив три мировых рекорда.

## Основные результаты
| Год  | Соревнование                | Место проведения | Весовая категория | Рывок     | Толчок    | Сумма двоеборья | Место |
| 2003 | Юношеский чемпионат Азии    | Бали             | до 51 кг          | 80 кг     | 100 кг    | 180 кг          | 3     |
| 2007 | Чемпионат мира              | Чиангмай         | до 77 кг          | 153 кг    | 175 кг    | 328 кг          | 22    |
| 2008 | Чемпионат Азии              | Канадзава        | до 77 кг          | 146 кг    | 179 кг    | 325 кг          | 3     |
| 2009 | Чемпионат Азии              | Талдыкорган      | до 85 кг          | 168 кг    | 199 кг    | 367 кг          | 1     |
| 2011 | Чемпионат Азии              | Тунлин           | до 85 кг          | 157 кг    | 180 кг    | 337 кг          | 6     |
| 2012 | Чемпионат Азии              | Пхёнтхэк         | до 85 кг          | 172 кг    | 216 кг    | 388 кг          | 1     |
| 2012 | Летние Олимпийские игры     | Лондон           | до 85 кг          | —         | —         | —               | DNF   |
| 2013 | Чемпионат Азии              | Астана           | до 85 кг          | 158 кг    | 200 кг    | 358 кг          | DSQ   |
| 2016 | Летние Олимпийские игры     | Рио-де-Жанейро   | до 94 кг          | 182 кг    | 221 кг    | 403 кг          | 1     |
| 2017 | Азиатские игры в помещениях | Ашхабад          | до 94 кг          | 185 кг    | 228 кг    | 413 кг WR       | 1     |
| 2017 | Чемпионат мира              | Анахайм          | до 94 кг          | 184 кг    | 233 кг WR | 417 кг WR       | 1     |
| 2018 | Азиатские игры              | Джакарта         | до 94 кг          | 189 кг WR | 221 кг    | 410 кг          | 1     |
| 2018 | Чемпионат мира              | Ашхабад          | до 96 кг          | 186 кг WR | 230 кг WR | 416 кг WR       | 1     |